# Глинский, Константин Васильевич
Константин Васильевич Гли́нский (1915 — ? (не позднее 1984)) — участник советского атомного проекта, лауреат государственных премий.

## Биография
Родился 7 (20 декабря) 1915 года в селе Золотуха (ныне — Кольчугинский район, Владимирская область).
Участник войны (призван из Иваново), старший лейтенант. Место службы: 329 зенитный артиллерийский полк, 51 зенитная артиллерийская дивизия, Московский фронт противовоздушной обороны,51 запасной зенитный артиллерийский полк РГК, 54 зенитная артиллерийская дивизия.  Демобилизовался 5 июня 1946 года. Член ВКП(б) с 1940 года.
Работал в Лаборатории № 2 (Курчатовский институт). С 1948 года заместитель В. С. Обухова — начальника сектора пористых перегородок, кандидат технических наук.

## Признание
- Сталинская премия первой степени (1951) — за разработку технологии производства керамических трубчатых фильтров для диффузионных машин.
- Ленинская премия (1961) — за разработку и освоение центрифужного метода разделения изотопов урана (в дипломе лауреата указано «За научные труды в области физических наук».
- орден Трудового Красного Знамени (6.12.1951).
- орден Красной Звезды (19.6.1945).